# SCIMP
SCIMP (англ. SLP adaptor and CSK interacting membrane protein) – білок, який кодується однойменним геном, розташованим у людей на 17-й хромосомі. Довжина поліпептидного ланцюга білка становить 145 амінокислот, а молекулярна маса — 16 618.
| 10         |  | 20         |  | 30         |  | 40         |  | 50         |
| ---------- |  | ---------- |  | ---------- |  | ---------- |  | ---------- |
| MDTFTVQDST |  | AMSWWRNNFW |  | IILAVAIIVV |  | SVGLGLILYC |  | VCKWQLRRGK |
| KWEIAKPLKH |  | KQVDEEKMYE |  | NVLNESPVQL |  | PPLPPRNWPS |  | LEDSSPQEAP |
| SQPPATYSLV |  | NKVKNKKTVS |  | IPSYIEPEDD |  | YDDVEIPANT |  | EKASF      |

A: Аланін

C: Цистеїн

D: Аспарагінова кислота

E: Глутамінова кислота

F: Фенілаланін

G: Гліцин

H: Гістидин

I: Ізолейцин

K: Лізин

L: Лейцин

M: Метіонін

N: Аспарагін

P: Пролін

Q: Глутамін

R: Аргінін

S: Серин

T: Треонін

V: Валін

W: Триптофан

Кодований геном білок за функціями належить до фосфопротеїнів, ліпопротеїнів. 
Задіяний у такому біологічному процесі, як альтернативний сплайсинг. 
Локалізований у мембрані.